# La Flûte à six schtroumpfs (film)
Pour l’article homonyme, voir La Flûte à six schtroumpfs.
Pour plus de détails, voir Fiche technique et Distribution.
La Flûte à six schtroumpfs est un film belge d'animation réalisé aux Studios Belvision en 1975, d'après la bande dessinée de 1958 Johan et Pirlouit de Peyo et inspiré par l'album La Flûte à six schtroumpfs.
Pirlouit a trouvé une flûte qui a le pouvoir de faire danser jusqu'à la léthargie celui qui écoute sa mélodie, mais Torchesac la lui dérobe. Pour la récupérer Johan et Pirlouit demandent l'aide d'Homnibus, l'enchanteur, et des Schtroumpfs, qui ont fabriqué cette flûte magique.

## Fiche technique
- Titre original : La Flûte à six schtroumpfs
- Réalisation : Belvision
- Scénario : Peyo, Yvan Delporte
- Découpage technique : Jos Matissen, Eddie Lateste
- D'après l'œuvre de Peyo
- Direction de l'animation : Eddie Lateste
- Animateurs : Nic Broca, Marcel Colbrant, Louis-Michel Carpentier, Børge Ring, Bjørn Frank Jensen, Per Ulvar Lygum, Birgitta Jansson, Claude Monfort
- Décors : Michel Leloup, Michel Matagne, Maddy Grogniet
- Contrôle artistique : Paulette Melloul
- Photographie : François Léonard
- Montage : Nebiha Ben Milad, Michèle Neny
- Musique : Michel Legrand
- Chansons : Yvan Delporte, Peyo
- Production : Charles Dupuis et Raymond Leblanc
- Directeur de production : José Dutilleu
- Studio d'animation : Belvision
- Société de production : Lafig S.A., Imps S.A.
- Pays :  Belgique
- Langue : français
- Genre : Comédie, Aventure, Fantastique
- Durée : 71 minutes
- Dates de sortie : 24 décembre 1975 (Belgique[1] ; Suisse[2]), 21 janvier 1976 (France), 7 octobre 1976 (Allemagne)

## Distribution
Sous la direction de Serge Nadaud
- William Coryn : Johan
- Michel Modo : Pirlouit, le schtroumpf gourmand, le schtroumpf paresseux
- Henri Crémieux : L'enchanteur Homnibus
- Georges Atlas : Le sénéchal
- Georges Pradez : Le roi
- Jacques Dynam : Le Seigneur de la Mortaille
- Jacques Balutin : Le buveur
- Henri Labussière : Le pêcheur
- Angelo Bardi : Le marchand
- Jacques Ciron : Le Visiteur
- Roger Crouzet : Schtroumpf #2
- Michel Elias : Le Grand Schtroumpf et le Schtroumpf Grognon
- Ginette Garcin : Dame Barbe
- Jacques Marin  : Le Schtroumpf à lunettes, le schtroumpf paysan, le schtroumpf bricoleur, le schtroumpf à la fête
- Albert Médina : Mathieu Torchesac
- Serge Nadaud : Le garde, Le sourd, Olivier, L'argentier
- Jacques Ruisseau : Schtroumpf #1

## Autour du film
- Le film est l'adaptation non d'un album des Schtroumpfs mais du 9e album de Johan et Pirlouit, où avait eu lieu la première apparition des Schtroumpfs. Lors de sa parution en feuilleton dans le journal de Spirou, il s'intitulait La Flûte à six trous.

- Trois autres films réalisés par les studios Hanna-Barbera ont mis en scène les Schtroumpfs au cinéma : V'la les Schtroumpfs, Le Bébé Schtroumpf et Les P'tits Schtroumpfs.

- Le Schtroumpf à lunettes, qui apparaît dans le film, était absent de l'album car il n'avait pas encore été créé.

- Dans le dessin animé, Johan et Pirlouit rencontrent les Schtroumpfs dans d'autres circonstances.
  - Le dessin animé ne reprend pas le casting vocal du film.

## Musiques du film
- La Leçon de Schtroumpf
- La Flûte à six Schtroumpfs
- La Présentation des Schtroumpfs
- Le Duel des Flûtes
- Ode au Vainqueur
- Le Ballet de Torchesac
- Arrivée au Pays des Schtroumpfs
- Hymne au Travail
- Pirlouit et la Flûte
- La Fête
- La Ballade de la Gente Dame
- Le Tournoi
- Le Roi et la Flûte
- Pirlouit contre Torchesac
- Le Retour au Château

## Chansons du film
- Quand tous les Schtroumpfs sont ensemble - Le Grand Schtroumpf et les Schtroumpfs
- C'est le Schtroumpf-Schtroumpf-Schtroumpf qui fait Schtroumpf-Schtroumpf-Schtroumpf - Les Schtroumpfs
- La Leçon de Schtroumpf - Pirlouit, les Schtroumpfs, le Schtroumpf à Lunettes et le Schtroumpf Grognon

## Sortie DVD
Le film est sorti en DVD le 16 octobre 2008.